# Albóndigas de bacalao
Las albóndigas de bacalao son un plato elaborado con bacalao en salazón que se encuentran en diversas cocinas del sur de España y en la de la Comunidad Valenciana. En ambos casos se emplean migas de bacalao desmigadas convenientemente aunque el resto de ingredientes son diferentes según la zona de procedencia.

## Comunidad Valenciana

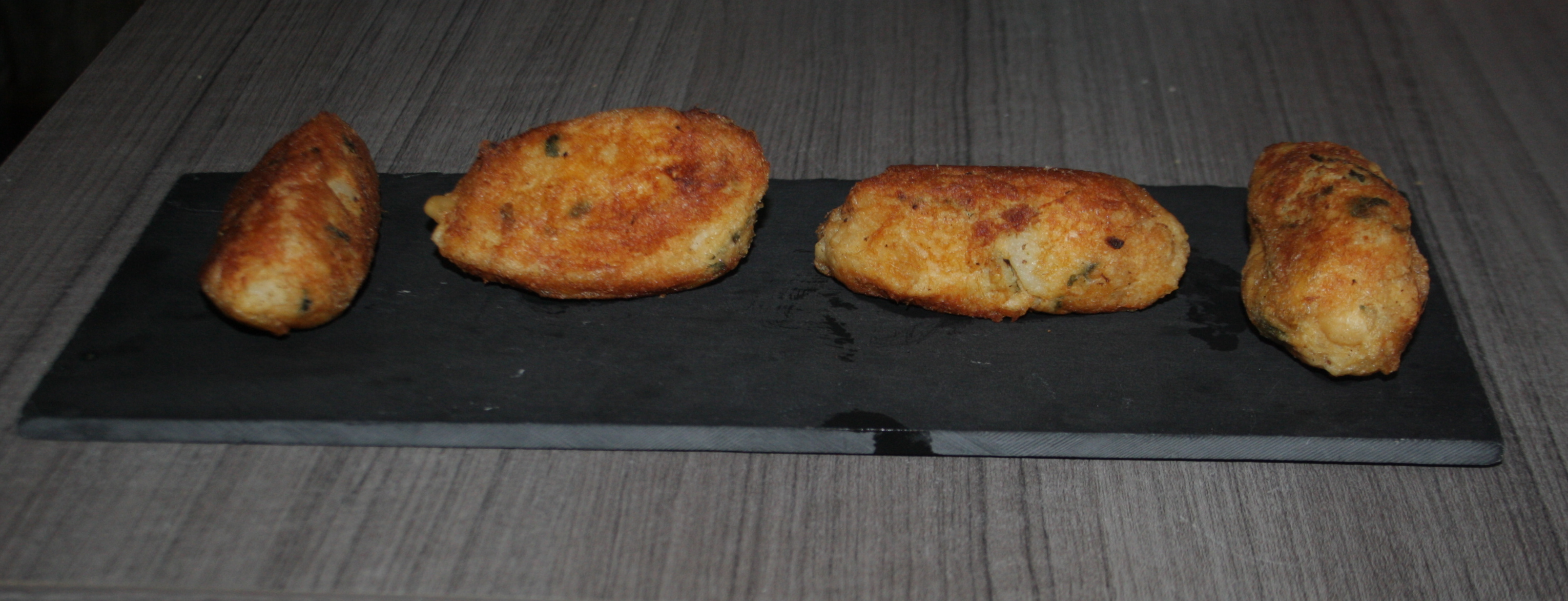
Albóndigas de bacalao valencianas

Las albóndigas de bacalao (en valenciano: mandonguilles d'abadejo) son un plato típico de la Cuaresma ya que no contienen productos cárnicos. Para elaborarlas se prepara una masa con el bacalao y patatas hervidas a las que se añade yema de huevo, piñones, ajo y perejil. Una vez se le da forma a la albóndiga se rebozan en clara de huevo batida y se fríen. Suelen acompañarse de ajoaceite aunque también es habitual comerlas con tomate frito o habas.

## Andalucía

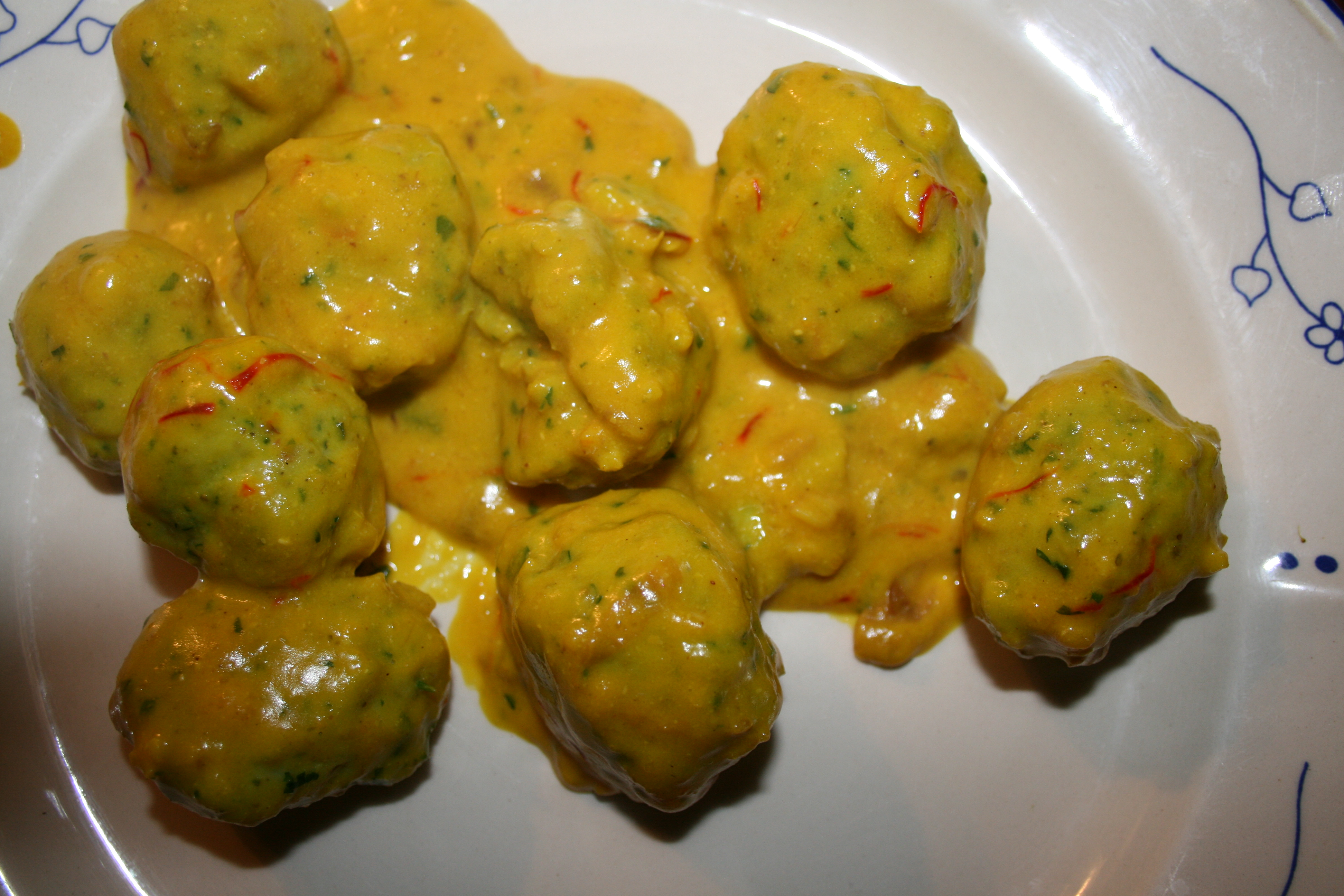
Albóndigas de pescado con salsa de limón y huevo con salsa de azafrán.

La preparación del plato sugiere que su origen sea sefardí. Las albóndigas de bacalao son habituales en muchos puntos de la cocina andaluza, en Cádiz se suelen servir con almejas, apreciadas son las albóndigas de Semana Santa de Priego de Córdoba, también con bacalao. En la actualidad se sirven frecuentemente como tapa.
Se emplea migas de bacalao desmigadas convenientemente. Este bacalao se ha desalado previamente. Se mezcla con ajo y se colora, bien sea con pimentón o azafrán. Se preparan en forma de albóndigas que se fríen en aceite de oliva caliente. Se suelen acompañar de una salsa que se elabora de forma distinta dependiendo de la región, por ejemplo en cocina catalana se acompañan de picada.

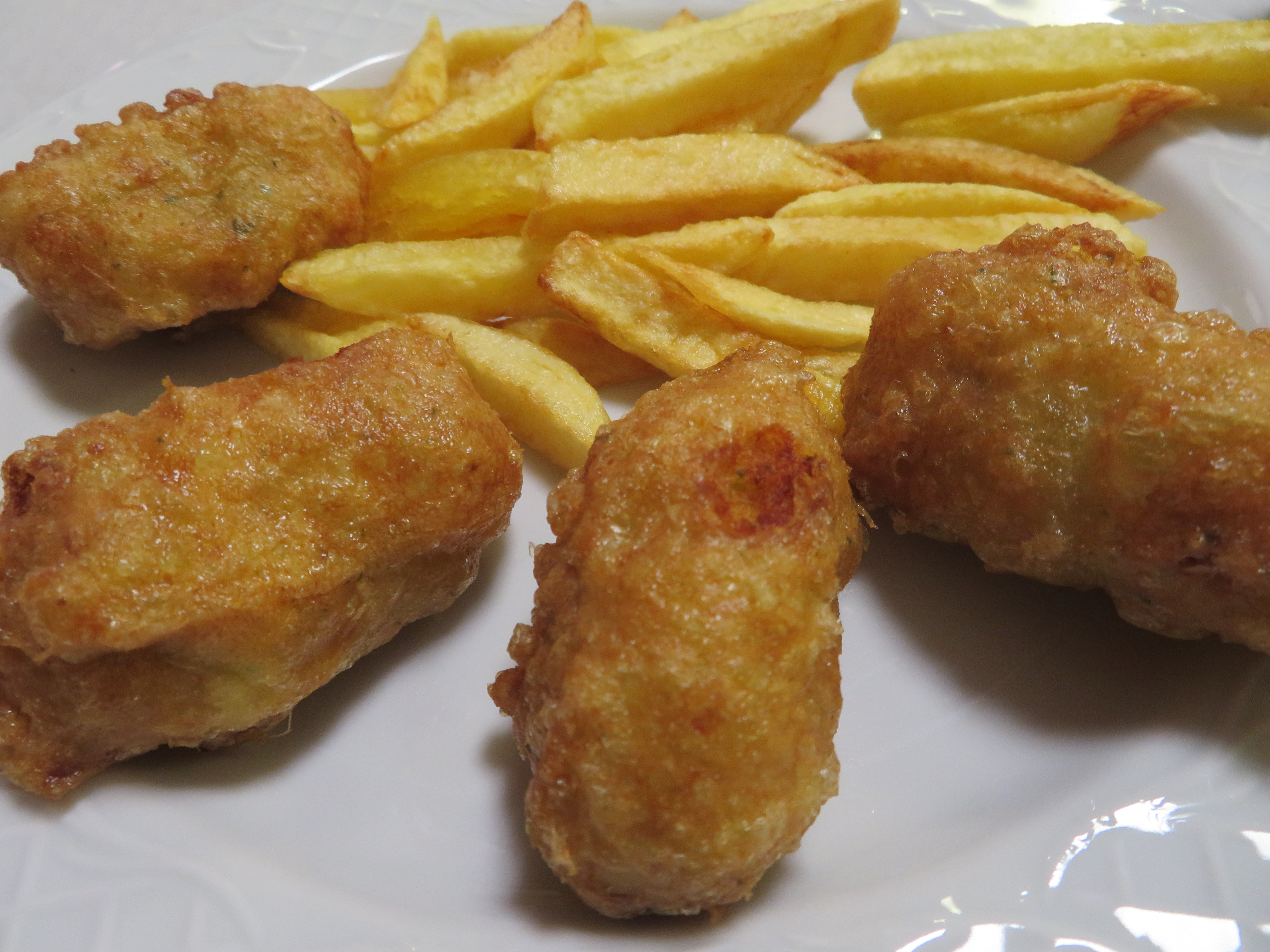
Albóndigas de bacalao (Comunidad Valenciana, España).

## Referencias

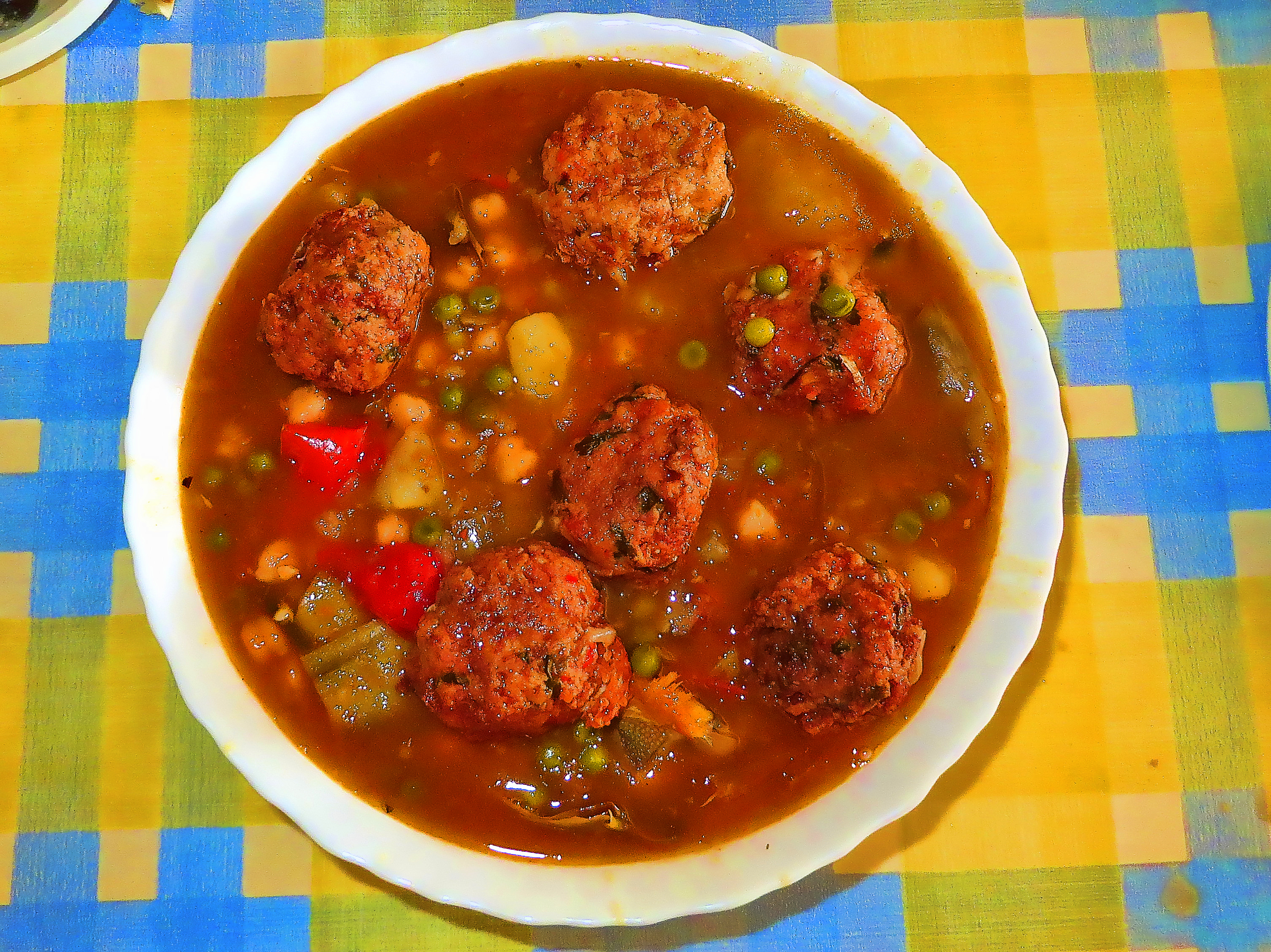
Guiso de albóndigas de bacalao con alcachofas, Murcia

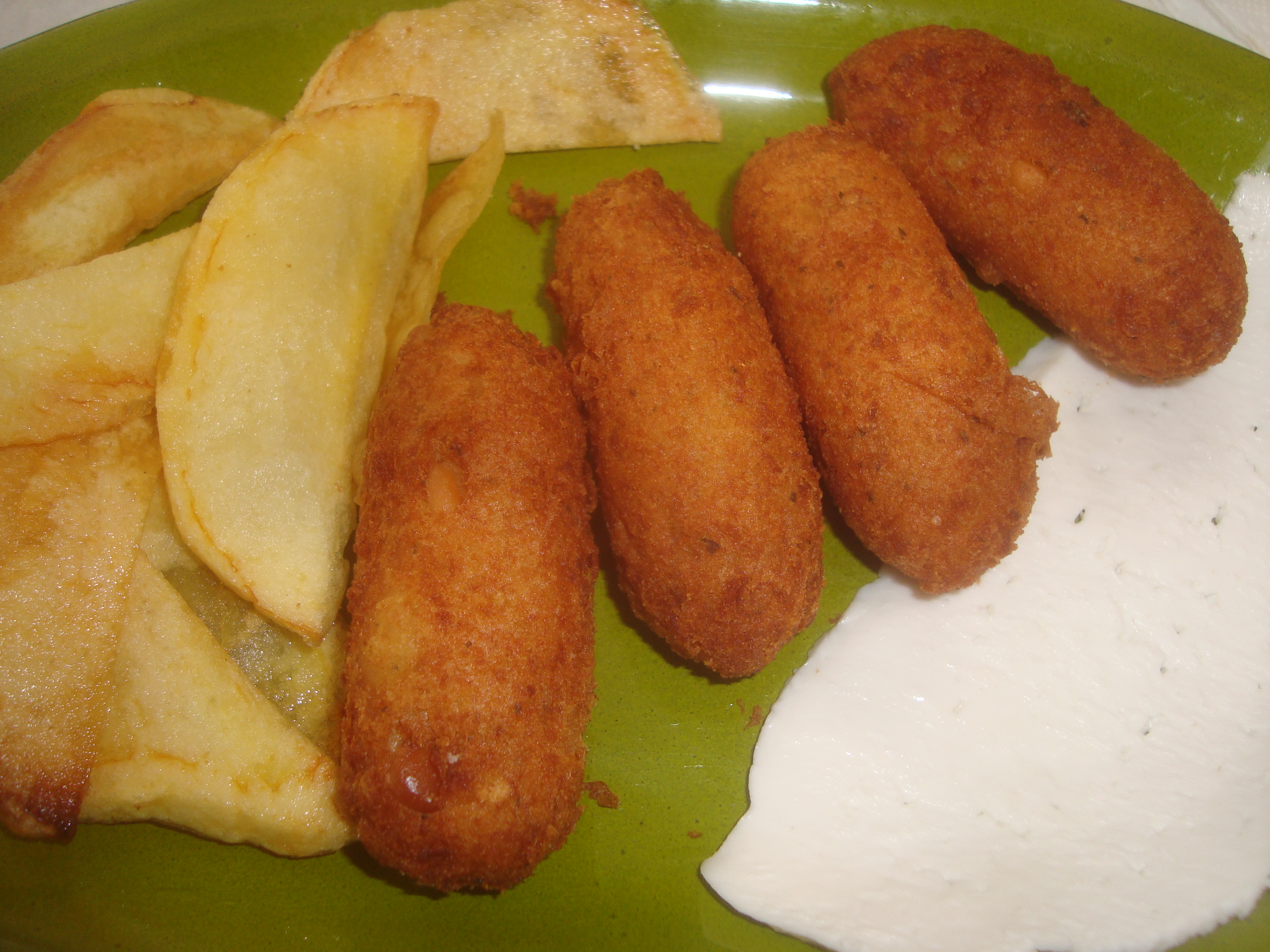
Albóndigas de patatas hervidas y migas de bacalao (Sant Mateu).